# 상자 속 소년
상자 속 소년(영어: The Boy in the Box)은 1957년 2월 25일, 미국 펜실베이니아주 필라델피아의 폭스 체이스에서 골판지 상자 안에서 알몸으로 구타를 당한 흔적이 있는 시신으로 발견된 3~7세 정도로 추정되는 신원 미상의 소년을 말한다. 이 소년은 미국의 신원 불명의 어린이(영어: America's Unknown Child)로 불리기도 한다. 극심한 아동학대를 당해 어린 나이에 죽은 데다 시신마저도 발가벗겨진 채로 숲에 버려진 이 불쌍한 소년의 신원은 2022년 12월 1일에야 밝혀졌는데 1953년 1월 13일 생인 조지프 오거스터스 자렐리(Joseph Augustus Zarelli)로 밝혀졌다.

## 시신 발견

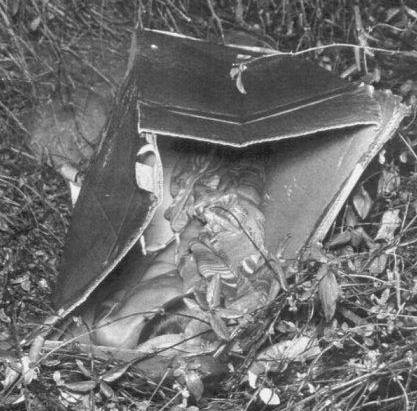
문제의 상자

1957년 2월에 소년의 시신은 격자무늬 담요로 둘둘 말린 채 필라델피아 폭스체이스의 서스퀘하나 길(Susquehanna Road)에서 떨어진 숲속에서 발견되었다. 소년의 시신은 사향쥐 덫을 점검하던 젊은 남성에 의해 발견되었다. 그러나 이 남성은 경찰이 자신이 설치한 사향쥐 덫을 압수할까 두려워서 자신이 소년의 시신을 발견했다는 것을 알리지 않았다. 며칠 후, 한 대학생이 덤불 속으로 뛰어간 토끼를 찾았다. 이 대학생은 근처에 동물 사냥을 위한 덫이 있다는 것을 알고 자신의 차를 멈춰세운 후 덫을 찾다가 마침내 이 시신을 발견하게 되었다. 그는 경찰과 조금의 접촉이 있는 것도 매우 꺼려했지만 결국 다음 날에 자신이 발견한 것을 경찰에 알렸다.
소년의 시신은 나체 상태로 J.C Penny에서 판매하는 요람을 포장하는 골판지 상자 안에 있었다. 시신은 건조한 상태였고 깨끗했다. 손톱과 발톱은 최근에 짧고 말끔히 깎은 것으로 보였다. 소년의 키는 40.5인치(약 103cm) 정도였고 체중은 겨우 30파운드(약 13.6kg)밖에 나가지 않아 또래에 성장 상태가 매우 나빴으므로 극심한 아동학대를 받았을 것으로 보였다. 소년은 푸른 눈을 하고 있었고 창백한 피부를 했으며 영양실조가 있는 것으로 보였다. 소년의 모발은 연한 갈색 혹은 금발이었고 최근에 매우 급하게 대충 박박 깎인 것으로 보였는데 아마도 의도적으로 소년의 신원을 숨기려는 시도한 것으로 보였다. 특히 소년의 시신에 잘린 머리카락 일부가 붙어 있었던 것을 감안하면 누군가가 최근에 혹은 소년이 사망한 직후에 소년을 발가벗긴 후에 머리를 박박 깎인 것으로 보였다.
그리고 소년의 몸 곳곳에 멍 자국이 있었는데 특히 머리와 얼굴에 많았다. 이 모든 멍 자국들은 동시에 가해진 것으로 나타났다. 그리고 소년의 몸에 7군데 흉터가 있었는데 그 중 3개는 외과 수술의 흔적으로 보였다. 그 중 2개의 수술 자국은 가슴과 서혜부에 있었다. 그것들은 오직 수술실 자국만 남기고 잘 치료되었다. 또 소년의 왼쪽 발목에 상처가 하나 있었는데 뭔가에 베인 상처로 보였다. 이런 절개는 약물 주입이나 수혈을 하기 위해 주사 바늘을 삽입할 수 있도록 정맥을 잘 보이게 하기 위해 만들어지는 것이다. 그 밖에 가슴 왼쪽 편에 1.5인치 정도의 상처가 있었고 왼쪽 팔꿈치에도 불규칙한 상처가 있었으며 턱에도 L자 형태의 상처가 있었다. 백신 예방 접종을 맞은 흔적은 없었고 소년은 포경수술을 받은 적이 있는 것으로 드러났다.

## 수사 전개
경찰은 1957년 2월 26일에 신고를 받고 수사를 개시했다. 경찰은 처음에 소년의 신원이 금방 밝혀질 것이라고 낙관적인 태도를 보였다. 그러나 그 어디에서도 유용한 정보를 얻을 수가 없었다. 이 사건은 필라델피아와 델라웨어 밸리의 대형 언론사의 이목을 끌어당겼다. 필라델피아 인콰이어러는 소년의 화상을 묘사한 40만 장의 전단지를 발행해 필라델피아의 가스 요금 청구서마다 삽입하여 인근 지역에 배포했다. 범죄 현장은 270명의 경찰 학교 신입생들에 의해 계속해서 샅샅이 조사되었고 이들은 남성용 청색 코르덴 모자와 어린이용 스카프 그리고 귀퉁이에 'G'라고 쓰여있는 남성용 흰색 손수건을 발견했다. 경찰은 사건 해결을 이끌 단서가 될지도 모른다는 희망을 품고 이 소년이 살아있을 적에 입었을 법한 복장을 입히고 의자에 앉힌 뒤 사후 사진을 찍어서 갈 수 있는 가장 먼 곳까지 이 사진들을 배포했다.
소년을 부검하는 동안 혈액과 다른 체액, 모발, 위 속 내용물과 심장, 간, 폐 등에서 조직 샘플을 채취해 독극물 검사와 현미경 시험을 했다. 소년의 식도 안을 정체 불명의 짙은 갈색 잔여물이 뒤덮고 있었는데 이 잔여물의 정체는 규명되지 못했다. 그러나 식도 속 의문스러운 갈색 물질의 존재는 소년이 죽기 직전에 구토를 하고 있었다는 것을 알 수 있게 했다. 그러나 그 외의 특이점은 찾을 수 없었다. 경찰은 병원의 출생 기록이나 혹은 다른 진료 기록과 대조를 위해 소년의 지문과 족적을 채취했다. 경찰은 지역 내 병원을 철저히 수색했지만 그 어느 곳에서도 소년의 정보를 구할 수가 없었다. 언론과 산발적인 관심이 몇 년 동안 이어졌음에도 불구하고 소년의 신원은 여전히 불명으로 남았다. 그 때문에 사건은 63년이 지난 지금도 미해결 상태로 남아 있다.
2016년 3월 21일, 실종과 학대받는 아동을 위한 국가 센터에서 그들의 데이터베이스에 이 소년을 추가하고 희생자의 얼굴 복원 사진을 발표했다. 현재 업데이트된 상자 속 소년의 사진은 다음과 같다.

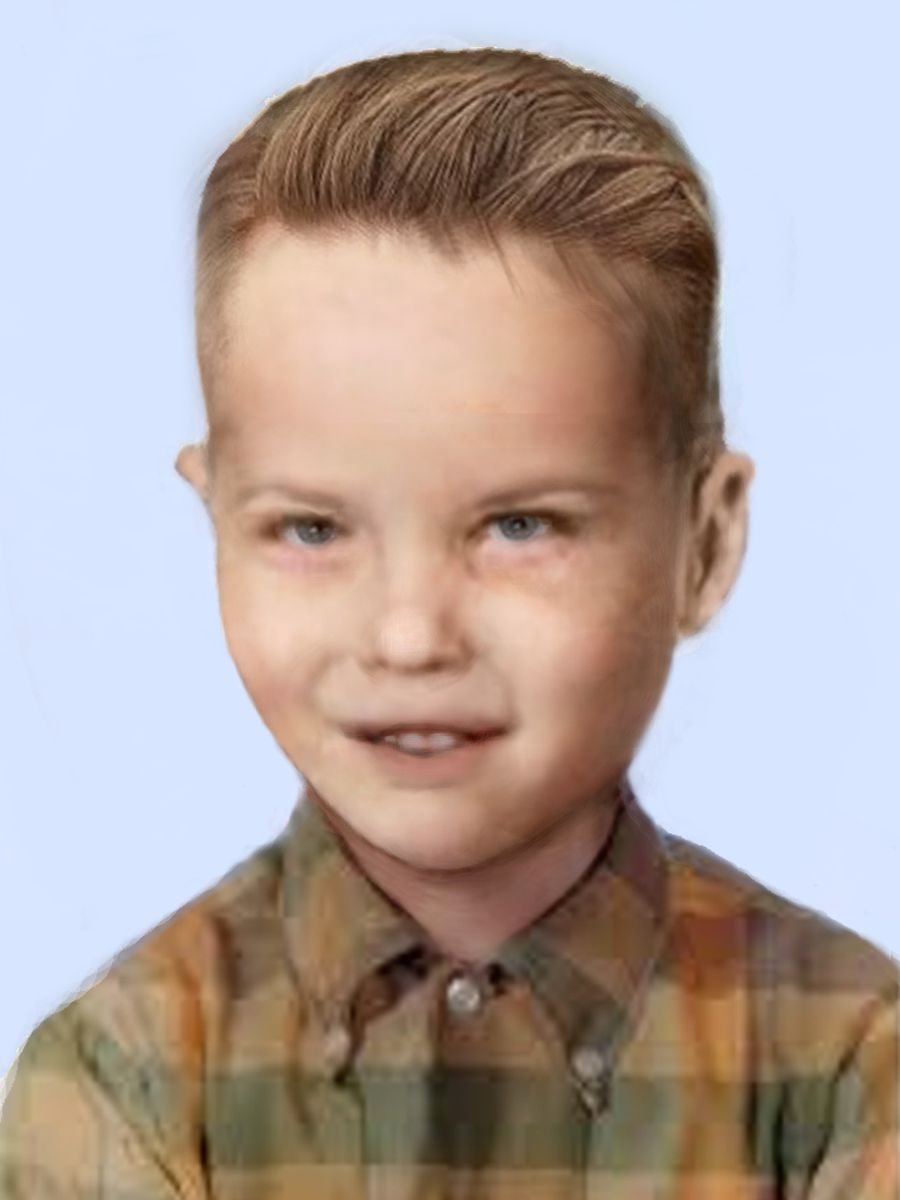
포렌식 안면 복원 기술로 소년의 생전의 모습을 재현한 사진

2018년 8월에 DNA 프로파일링 기술을 사용해 골든 스테이트 살인마의 신원을 밝히는데 도움을 준 유전 족보학자 바바라 래-벤터(Barbara Rae-Venter)가 같은 방법을 사용해 상자 속 소년의 신원을 밝혀내는 시도를 할 것임을 선언했다.

## 가설
이 사건에 관해 많은 정보와 가설들이 제기되어 왔다. 비록 이것들의 대부분은 묵살되어 왔으나 2가지의 가설은 경찰과 언론들 사이에서 상당한 흥미를 만들어내왔고 그들은 광범위한 조사를 해왔다.

### 위탁가정
이 가설은 소년의 시신이 발견된 곳에서 대략 2.5km 지점에 위탁가정이 있었다는 것에 관한 것이다. 1960년에 자신이 사망한 1993년까지 이 사건에 대해 억세게 추적하던 검시관 사무실 직원 레밍턴 브리스토(Remington Bristow)가 뉴저지주의 한 심령술사와 접촉했는데 그 심령술사는 그에게 위탁가정과 들어맞는 집을 찾았다고 말했다. 그 심령술사를 필라델피아의 사건 현장에 데려가자 그녀는 브리스토를 곧장 위탁가정으로 끌고 갔다. 그 위탁가정에서 열린 부동산 판매에 참석했을 때 브리스토는 J.C Penny에서 파는 것과 비슷한 요람 하나를 발견했다. 또 그는 소년의 시신을 감쌌던 것과 유사한 담요가 빨랫줄에 걸려 있는 것도 발견했다. 브리스토는 죽은 소년이 위탁가정을 운영한 남성의 의붓딸이 데려온 아이였고 그들이 그 의붓딸이 소년의 위탁모라는 사실이 드러나는 것을 피하기 위해 소년의 시신을 유기한 것이라고 확신했다.
이런 정황증거가 있음에도 불구하고 경찰은 죽은 소년과 위탁가정 가족들 간의 명확한 연결고리를 찾을 수 없었다. 1998년에 필라델피아 수사를 담당했던 경찰서 부서장 톰 오거스틴(Tom Augustine)은 은퇴한 경찰관과 프로파일러들의 모임인 Vidocq Society의 몇몇 회원들이 위탁가정의 아버지와 의붓딸을 인터뷰를 했는데 결국 이들은 상자 속 소년과 아무런 관련이 없는 것으로 드러났다. 결국 위탁가정에 관한 조사는 종결되었다.

### 마사 혹은 M으로 알려진 여성
또 다른 가설은 2002년 2월에 자신을 오직 마사(Martha)라고만 밝힌 한 여성이 내놓은 것이다. 경찰은 마사의 이야기가 타당하나 그녀가 정신병을 앓은 이력이 있어 그녀의 증언에 문제가 있다고 판단했다. 마사는 그녀의 폭력적인 어머니가 1954년 여름에 그 이름 모를 아이를 친부모에게서 '구매'했다고 주장했다. 그녀의 말에 따르면 이 상자 속 소년의 이름은 조나단(Jonathan)이라고 한다. 그 뒤에 그 소년은 2년 반 동안 극심한 육체적, 성적 학대를 당했다고 한다. 어느 날 저녁에 저녁 식사 자리에서 죽은 소년이 식사로 나온 구운 콩을 먹다가 토해버렸고 그 때문에 소년이 가혹한 구타를 받았으며 의식이 없어질 때까지 머리는 마루바닥에 부딪혔다고 한다. 소년이 죽어가는 동안에 소년의 몸을 씻겼다고 한다. 검시관이 소년의 위에 구운 콩의 잔여물이 있다는 걸 찾았고 소년의 손가락이 물속에 오래 있을 때 생기는 주름이 있었기 때문에 이런 세부적인 정보는 오직 경찰에게만 알려진 정보와 정확히 일치했다.
그 다음 M의 어머니는 소년의 독특한 긴 머리를 잘라 소년의 신원을 숨기려고 노력했다고 한다. 서투른 이발에 대한 설명 역시 경찰이 초기 수사에 적었던 내용과 일치했다. M의 어머니는 M에게 소년의 시신을 폭스 체이스 지역에 갖다 버리는 것을 돕도록 강요했다고 한다. M은 어머니가 말한 곳으로 가서 차 트렁크에서 소년의 시신을 내려 내다버릴 준비를 하고 있을 때 차를 나란히 끌며 지나가던 남성 운전자가 도움이 필요한 게 아닌지 물었다고 한다. 그 때 M은 어머니에게서 차 앞에 서서 차 번호판을 가리라는 지시를 받았고 그 동안에 어머니는 그 남자에게 안 도와줘도 된다고 설득시켰다고 한다. 그리고 그 남자는 곧바로 차를 몰고 떠나버렸다고 한다. 이 이야기는 1957년에 현장에 시신이 담긴 상자가 버려져 있다고 말한 한 남성 증인에 의해 제공된 비밀 진술을 확증했다.
M의 진술은 겉으로 봐서는 타당해보였으나 경찰은 그녀의 이야기를 신뢰할 수 없었다. M의 집안과 오랫동안 잘 알고 지냈던 이웃은 그 집에 소년이 살았다는 사실을 부정했고 M의 주장이 황당하다고 진술했다.

### 기타 가설
포렌식 아티스트 프랭크 벤더(Frank Bender)는 죽은 소년이 소녀로 키워졌을 것이란 가설을 세웠다. 죽은 소년의 급하게 실행되었을 것으로 나타나는 서투른 이발 상태가 시나리오의 근거로 거기에 더해 눈썹의 모습이 스타일을 만든 것이란 점도 이 소년이 소녀로 키워졌을 가능성을 뒷받침해주었다. 벤더는 이후 시신에서 머리카락 가닥이 발견된 것을 반영해 이 소년이 긴 머리였을 때의 모습을 상정하고 그린 스케치를 공개했다.
2016년에 로스앤젤레스 출신의 작가 짐 호프만(Jim Hoffmann)과 뉴저지 출신의 작가 루이스 로마노(Louis Romano)는 테네시주 멤피스에서 이 소년의 잠재적인 신원을 발견했다고 확신하며 소년의 DNA와 그들이 멤피스에서 찾아낸 소년의 가족으로 보이는 인물들 간의 DNA 대조를 요구했다. 단서는 원래 두 작가가 다른 사람으로부터 소개받은 필라델피아 남성에 의해 발견되었고 이후 짐 호프만의 도움을 받아 발전시킨 후 2013년 초에 필라델피아 경찰서에 건네주었다. 2013년 12월, 루이스 로마노는 단서를 깨닫게 되었고 필라델피아로부터 온 남성과 호프만에게 2014년 1월에 개인적으로 특정 가족 구성원으로부터 DNA를 입수한 것을 돕는 것을 허락했다. 그리고 이것은 신속히 필라델피아 경찰서로 보내졌다. 지역 당국은 그들이 조사한 단서를 확인했고 아직 DNA를 대조하기 전에 멤피스와의 연관성을 둘러싼 정황에 대해 더 많은 조사가 필요하다고 주장했다. 그러나 2017년 12월에 멤피스에서 채취한 남성의 DNA와 폭스 체이스에서 발견된 소년의 DNA를 비교한 결과 연관성이 없었다고 밝혔다. 여전히 이 소년의 정체는 오리무중이다.

## 시신 매장
상자 속 소년은 본래 신원 불명인 사람 혹은 무연고자를 매장하는 포터스 필드(Potter's field)에 묻혔다. 1998년, 소년의 시신은 DNA 채취를 위해 발굴되었고 치아의 법랑질에서 DNA를 채취하는데 성공했다. 그리고 소년은 필라델피아 시더브룩(Cedarbrook)에 있는 아이비 힐 공동묘지에 다시 매장되었다. 관과 묘비 그리고 영결 예배는 모두 1957년에 죽은 소년을 묻었던 남성의 아들이 기부해서 치러졌다고 한다. 이 소년이 다시 매장될 때 의미있는 대중적 관심과 언론의 보도가 있었다. 무덤은 '미국의 신원 불명의 어린이'라고 새겨진 큰 묘비를 갖게 되었다. 도시 주민들은 무덤을 돌보며 꽃과 박제 동물들로 무덤을 장식해 어린 나이에 학대받다 죽은 이 불쌍한 소년을 애도하고 있다고 한다.

## 신원 확인
소년은 수십 년 동안 미확인 살인 피해자였다. 그러나 2022년 11월 30일에 필라델피아 경찰서는 염색체 검사 사용과 유전 족보학 조사를 통해 소년의 신원을 밝혀냈으며 이번 주에 사건 업데이트를 제공할 것이라고 발표했다.  정보원들은 그가 펜실베이니아 주 델라웨어 카운티(Delaware County)에 있는 유명한 가문의 아이라고 말했다. 당국은 그 조사에서 새로운 정보를 사용해 용의자를 계속해서 찾을 것이라고 말했다. 2022년 12월 8일에 소년은 공식적으로 1953년 1월 13일 생, 당시 4살이었던 조지프 오거스터스 자렐리(Joseph Augustus Zarelli)로 신원이 밝혀졌다. 족보학자들은 1년 더 빠른 2021년 10월에 그의 이름을 발견했다.
수사관들은 마침내 6촌이 한 번 공용 데이터베이스에 업로드한 DNA를 제거한 후에야 그를 식별할 수 있었다. 수사관들은 그 뒤에 그 사람의 어머니(자렐리의 사촌)가 GEDmatch에 유전적 프로필을 제출하도록 격려했고 그녀는 그렇게 하여 수사관들이 그의 부모를 식별할 수 있도록 했다. 그런 다음 소년의 출생증명서에 대한 법원의 명령이 내려졌다. 그의 생물학적 부모들은 사망했지만 자렐리는 살아 있는 이복형제들이 있었다.
2023년 1월 20일 영국 데일리 메일에 나온 기사에 따르면 피해 아동 조지프 오거스터스 자렐리의 아버지는 이탈리아계 미국인 오거스터스 자렐리였고 어머니는 메리 엘리자베스 아벨이라는 여성인데 둘은 결혼한 사이가 아니었으며 두 사람 모두 조지프을 낳은 후 다른 사람과 결혼해 가정을 꾸린 것으로 알려졌다. 즉, 조지프은 사생아로 출생한 아동이었던 셈이다. 다만 둘이 어떻게 해서 만났고 어떻게 조지프을 갖게 됐는지는 두 집안의 함구로 인해 알 수 없었다.
어머니 메리 아벨은 고등학교를 졸업한 직후인 1950년에 이미 딸을 하나 낳았던 미혼모였고 이 딸은 출생 직후 친척의 권유에 따라 어느 가톨릭 재단에 입양을 맡긴 것으로 알려졌다. 그리고 이후 오거스터스 자렐리를 만났고 1952년 봄에 조지프을 임신했으며 1953년 1월 13일에 조지프을 낳았다. 당시 메리 아벨의 나이는 21세였는데 조지프이 태어난 직후 역시 친척의 권유에 따라 가톨릭 재단에 입양을 맡겼다고 한다. 메리 아벨은 이후 극장의 매표소 직원으로 일하다가 지배인이었던 조지프 플런켓(Joseph Plunkett)이란 남성과 결혼해 4명의 자녀를 두었고 1991년에 폐암으로 사망한 것으로 알려졌다. 
아버지 오거스터스 자렐리는 메리 아벨과의 사이에서 아들이 태어난 사실을 인지했는지는 불명이나 그 역시도 다른 여성과 결혼해 55년을 해로했고 4명의 자녀와 9명의 손주를 둔 것으로 전해졌다. 그리고 2014년에 87세의 나이로 사망했다. 조지프의 신원이 밝혀진 직후 이 가정을 향해 소셜 미디어 등에서 온갖 악성 댓글 등이 달리며 아버지 자렐리를 성토하는 목소리가 높았다고 하는데 조지프의 이복형제들은 자신들도 소년의 죽음을 슬퍼하고 동정심을 느끼고 있으며 아버지는 사건과 무관하다는 입장을 밝힌 것으로 전해졌다.